# João Batista de Andrade
João Batista de Andrade (Ituiutaba, Minas Gerais, 1939. december 14. –) brazil filmrendező és forgatókönyvíró.

## Életpályája
1967–2006 között több, mint 20 filmet rendezett. O Homem que Virou Suco című filmje elnyerte a 12. Moszkvai Nemzetközi Filmfesztivál aranydíját.
2017. május 22-én Roberto Freire lemondását követően őt választották a kultúra miniszterének. Néhány héttel később lemondott.

## Filmjei
- A kifacsart ember (1980)

## Fordítás
- Ez a szócikk részben vagy egészben  a   João Batista de Andrade című angol Wikipédia-szócikk ezen változatának fordításán alapul.  Az eredeti cikk szerkesztőit annak laptörténete sorolja fel. Ez a jelzés csupán a megfogalmazás eredetét és a szerzői jogokat jelzi, nem szolgál a cikkben szereplő információk forrásmegjelöléseként.